# Dictyocotyle
Dictyocotyle är ett släkte av plattmaskar som beskrevs av Orvar Nybelin 1941. Dictyocotyle ingår i familjen Monocotylidae.